# Agriades namangan
Agriades namangan is een vlinder uit de familie van de Lycaenidae.